# Hans-Wiggo Knudsen
Hans-Wiggo Frederik Knudsen (* 11. August 1944 in Herlufsholm; † 19. März 2020 in Roskilde) war ein dänischer Kanute.

## Biografie
Hans-Wiggo Knudsen nahm an den Olympischen Sommerspielen 1964 und 1968 teil. 1964 startete er zusammen mit Preben Jensen, mit dem er seit seiner Kindheit befreundet war, im Zweier-Kajak über 1000 Meter, wo sie den neunten Rang belegten. Vier Jahre später in Mexiko-Stadt wurde er im Vierer-Kajak über 1000 Meter mit Harry Sørensen, Jørgen Andersen und Steen Lund Hansen ebenfalls Neunter.
Knudsen war gelernter Zimmerer. Bei einem Aufenthalt in Grönland in den frühen 1970er Jahren lernte er seine zukünftige Frau Nanna kennen, die eine Einheimische Grönlands war und ließ sich mit ihr anschließend in Sisimiut nieder. Das Paar hatte zwei Kinder. Knudsen wurde Miteigentümer des Ingenieurbüros Permagreen, das viele Gebäude in Grönland errichtet hat. Als das Ehepaar in den Ruhestand ging, zog es nach Næstved. 2018 wurde bei Hans-Wiggo Knudsen eine Lungenfibrose diagnostiziert. Zwei Jahre später starb er an der Krankheit in Verbindung mit einer SARS-CoV-2-Infektion in Roskilde.